# VTJ Uherské Hradiště
Vojenská tělovýchovná jednota Uherské Hradiště byl poslední název vojenského fotbalového klubu z Uherského Hradiště, který byl založen v roce 1953. Většina hráčů zde působila během základní vojenské služby. Zanikl před rokem 1990.
Největším úspěchem klubu byla účast v jednom ročníku nejvyšší župní soutěže (1969/70).

## Historické názvy
Zdroj: 
- 1953 – VTJ Uherské Hradiště (Vojenská tělovýchovná jednota Uherské Hradiště)
- 1956 – VTJ Dukla Uherské Hradiště (Vojenská tělovýchovná jednota Dukla Uherské Hradiště)
- 1980 – VTJ Uherské Hradiště (Vojenská tělovýchovná jednota Uherské Hradiště)

## Stručná historie klubu
Ve výcvikovém prostoru se od roku 1951 hrávaly turnaje mezi jednotkami a útvary v rámci Armádních sportovních her (ASH). V pravidelných soutěžích klub startoval od ročníku 1953 a ihned suverénně zvítězil v nejnižší soutěži Uherskohradišťska, aniž by ztratil jediný bod. V přátelském utkání v Uherském Hradišti pak vojáci zaskočili dokonce druholigové mužstvo Spartaku Gottwaldov (výhra 4:2).
V 60. letech 20. století VTJ spolupracovala se Sokolem Březolupy, jemuž poskytovala hráčskou výpomoc. K nejatraktivnějším a nejnavštěvovanějším patřila utkání s Kunovicemi a Starým Městem.
V průběhu základní vojenské služby zde hráli mj. pozdější prvoligoví fotbalisté Jozef Jankech, Jaromír Ředina, Jiří Sýkora a Alexandr Malits. Působili zde také Jindřich Pardy (odchovanec Moravanu Oldřišov a dlouholetý hráč Ostroje Opava), Záleský, Sirý, Priam, Kolárik, Ducký, Cvetler, Mozolány, Biršel, Trněný, Fajkus, Kadlček, Gajarský a Sivák.

## Umístění v jednotlivých sezonách
Legenda: Z – zápasy, V – výhry, R – remízy, P – porážky, VG – vstřelené góly, OG – obdržené góly, +/− – rozdíl skóre, B – body, červené podbarvení – sestup, zelené podbarvení – postup, fialové podbarvení – reorganizace, změna skupiny či soutěže
| Československo (1953 – 1980) |                                              |        |    |     |     |     |     |     |     |    |        |
| Sezóny                       | Liga                                         | Úroveň | Z  | V   | R   | P   | VG  | OG  | +/− | B  | Pozice |
| ...                          |                                              |        |    |     |     |     |     |     |     |    |        |
| 1957/58                      | I. B třída Gottwaldovského kraje – sk. sever | 5      | 33 | 18  | 1   | 14  | 117 | 100 | +17 | 37 | 4.     |
| 1958/59                      | I. B třída Gottwaldovského kraje – sk. jih   | 5      | 22 | 14  | 3   | 5   | 60  | 25  | +35 | 31 | 2.     |
| 1959/60                      | I. B třída Gottwaldovského kraje – sk. jih   | 5      | 22 | 13  | 3   | 6   | 64  | 31  | +33 | 29 | 2.     |
| 1960/61                      | I. třída Jihomoravského kraje – sk. D        | 4      | 26 | 10  | 7   | 9   | 54  | 49  | +5  | 27 | 7.     |
| 1961/62                      | I. třída Jihomoravského kraje – sk. D        | 4      | 26 | 14  | 5   | 7   | 51  | 25  | +26 | 33 | 2.     |
| 1962/63                      | I. třída Jihomoravského kraje – sk. D        | 4      | 26 | 10  | 3   | 13  | 50  | 52  | −2  | 23 | 10.    |
| 1963/64                      | I. B třída Jihomoravského kraje – sk. C      | 5      | 22 | 14  | 4   | 4   | 65  | 25  | +40 | 32 | 1.     |
| 1964/65                      | I. A třída Jihomoravského kraje – sk. B      | 4      | 26 | 16  | 2   | 8   | 65  | 28  | +37 | 34 | 5.     |
| 1965/66                      | I. A třída Jihomoravské oblasti – sk. B      | 5      | 26 | 11  | 6   | 9   | 42  | 25  | +17 | 28 | 6.     |
| 1966/67                      | I. A třída Jihomoravské oblasti – sk. B      | 5      | 26 | 10  | 5   | 11  | 40  | 28  | +12 | 25 | 7.     |
| 1967/68                      | I. A třída Jihomoravské oblasti – sk. B      | 5      | 26 | 9   | 4   | 13  | 44  | 49  | −5  | 22 | 9.     |
| 1968/69                      | I. A třída Jihomoravské oblasti – sk. B      | 5      | 26 | 14  | 2   | 10  | 46  | 41  | +5  | 30 | 5.     |
| 1969/70                      | Středomoravský župní přebor                  | 5      | 26 | 5   | 9   | 12  | 27  | 47  | −20 | 19 | 14.    |
| 1970/71                      | I. A třída Středomoravské župy – sk. B       | 6      | 26 | 11  | 4   | 11  | 51  | 51  | 0   | 26 | 6.     |
| 1971/72                      | I. A třída Středomoravské župy – sk. B       | 6      | 26 | 12  | 6   | 8   | 50  | 33  | +17 | 30 | 4.     |
| 1972/73                      | I. A třída Jihomoravského kraje – sk. C      | 6      | 26 | 13  | 7   | 6   | 49  | 30  | +19 | 33 | 2.     |
| 1973/74                      | I. A třída Jihomoravského kraje – sk. C      | 6      | 26 | 11  | 7   | 8   | 37  | 31  | +6  | 29 | 5.     |
| 1974/75                      | I. A třída Jihomoravského kraje – sk. C      | 6      | 26 | 8   | 7   | 11  | 31  | 33  | −2  | 23 | 10.    |
| 1975/76                      | I. A třída Jihomoravského kraje – sk. C      | 6      | 26 | 10  | 3   | 13  | 42  | 46  | −4  | 23 | 11.    |
| 1976/77                      | I. A třída Jihomoravského kraje – sk. C      | 6      | 26 | 12  | 6   | 8   | 42  | 37  | +5  | 30 | 5.     |
| 1977/78                      | I. A třída Jihomoravského kraje – sk. C      | 5      | 26 | 8   | 5   | 13  | 31  | 44  | −13 | 21 | 13.    |
| 1978/79                      | I. B třída Jihomoravského kraje – sk. F      | 6      | 26 | 9   | 6   | 11  | 33  | 35  | −2  | 24 | 9.     |
| 1979/80                      | Okresní přebor Uherskohradišťska             | 7      | 26 | ... | ... | ... | 48  | 39  | +9  | 27 | 6.     |
| 1980/81                      | Okresní přebor Uherskohradišťska             | 7      | 26 | 6   | 7   | 13  | 35  | 43  | −8  | 19 | 13.    |
| ...                          |                                              |        |    |     |     |     |     |     |     |    |        |
| 1985/86                      | Okresní přebor Uherskohradišťska – sk. B     | 7      | 22 | 3   | 3   | 16  | 24  | 51  | −27 | 9  | 11.    |

Poznámky:
- 1972/73: Archiv sezon TJ Vlčnov uvádí skóre 51:31,[16] v novinách Naše pravda je 49:30.[17]